# Aeroport de Tolosa-Blanhac
L'Aeroport de Tolosa-Blanhac (codi IATA: TLS, codi OACI: LFBO) (en francès: Aéroport de Toulouse-Blagnac) és un aeroport localitzat a 6,7 km al nord-oest de la ciutat de Tolosa de Llenguadoc i a tres quilòmetres al sud de la localitat de Blanhac, dins el departament francès de l'Alta Garona. L'aeroport va ser gestionat per la Chambre de commerce et d'industrie (CCI) de Toulouse fins a l'any 2007, quan va ser creada una nova societat anònima anomenada SA Aéroport Toulouse-Blagnac incloent-hi la Cambra de Comerç i d'Indústria com a accionista. Durant l'any 2010, l'aeroport va gestionar 6.405.906 passatgers.

## Aerolínies i destinacions
| Companyia           | Destinacions |
| ------------------- | --- |
| Aegean Airlines     | de temporada: Atenes, Iràklio |
| Aer Lingus          | Dublín |
| Aigle Azur          | Alger, Orà |
| Air Algérie         | Alger, Orà de temporada: Constantina |
| Air Arabia Maroc    | Agadir, Casablanca, Fes |
| Air Corsica         | Ajaccio de temporada: Calvi, Figari |
| Air France          | Estrasburg, Lilla, París-Charles de Gaulle, París-Orly, Rennes de temporada: Atenes, Calvi, Figari, Malta |
| Air Transat         | de temporada: Montréal-Trudeau |
| Alitalia            | Roma-Fiumicino |
| APG Airlines        | Lorient |
| ASL Airlines France | de temporada: Viena |
| British Airways     | Londres-Heathrow de temporada: Edimburg |
| Brussels Airlines   | Brussel·les |
| easyJet             | Basilea/Mulhouse, Berlín-Schönefeld, Berlín-Tegel (comença el 31 de març del 2019), Bristol, Faro, Ginebra, Lilla, Lió, Liverpool, Londres-Gatwick, Londres-Luton, Madrid, Marràqueix, Milà-Malpensa, Nantes,Niça, París-Charles de Gaulle, París-Orly, Roma-Fiumicino de temporada: Amsterdam, Bastia, Dubrovnik, Eivissa, Figari, Màlaga, Menorca, Òlbia, Palerm, Palma, Tenerife-Sud (comença l'1 de desembre del 2018), València |
| Easyjet Switzerland | Basilea/Mulhouse, Ginebra |
| Flybe               | Manchester |
| Germania            | de temporada: Agadir, Dubrovnik, Madeira, Oujda, Palerm, Tànger |
| HOP!                | Caen, Lió, Marsella, Nantes |
| Iberia Express      | Madrid |
| Iberia Regional     | Madrid |
| KLM                 | Amsterdam |
| Lufthansa           | Frankfurt, Múnic |
| Nouvelair           | Djerba, Tunis |
| Royal Air Maroc     | Casablanca, Marràqueix |
| Ryanair             | Berlín-Schönefeld, Brussel·les-Charleroi, Edimburg, Fes, Lisboa, Londres-Stansted, Madrid, Malta, Nàpols, Sevilla de temporada: Varsòvia-Modlin |
| TAP Air Portugal    | Lisboa |
| TUI Airways         | xàrter de temporada: Birmingham, Londres-Gatwick, Manchester |
| Travel Service      | xàrter de temporada: Shannon |
| TUI fly Belgium     | de temporada: Agadir, Marràqueix xàrter de temporada: Menorca, Oujda |
| Tunisair            | Djerba, Tunis |
| Turkish Airlines    | Istanbul-Atatürk (finalitza el 31 de desembre del 2018), Istanbul-Nou aeroport (comença l'1 de gener del 2019) |
| Twin Jet            | Friedrichshafen, Metz/Nancy |
| Volotea             | Estrasburg, Gran Canària, Nantes, Niça, Tenerife-Sud, Venècia de temporada: Ajaccio, Alacant, Bastia, Brest, Catània, Figari, Fuerteventura, Iràklio, Lanzarote, Màlaga, Palerm, Palma, Pisa, Praga, Split |
| Vueling             | Barcelona de temporada: Màlaga, Palma |
| XL Airways France   | La Reunió, Martinica |

### Aerolínies de càrrega
| Companyia           | Destinacions            |
| ------------------- | ----------------------- |
| ASL Airlines France | París-Charles de Gaulle |
| FedEx Express       | París-Charles de Gaulle |
| UPS Airlines        | Colònia/Bonn, Lió       |
| Cargolux            | Los Angeles             |